# Schweizer Futsalmeisterschaft 2011/12
Die 6. Schweizer Meisterschaft im Futsal begann am 12. November 2011 und endete am 19. Februar 2012.
Nach der Vizemeisterschaft im Vorjahr konnte Futsal Minerva der ersten Titel der Vereinsgeschichte holen. MNK Croatia 97 wurde im Finale in der Berner Wankdorfhalle mit 8:2 bezwungen. In der Meisterschaft nahm eine Mannschaft mehr teil als im Vorjahr (68 statt 67 Teams), mit derselben Aufteilung wie in der vorherigen Saison (zwei Gruppen in der NLA à zehn Mannschaften und sechs Gruppen in der NLB à acht Mannschaften). Es war die letzte Saison der NLA als höchste Spielklasse. In der darauffolgenden Saison entstand die schweizweite "Swiss Futsal Premier League" oberhalb der Nationalliga A, mit den je vier besten Teams der Ost- und West-Gruppe.
Zum zweiten Mal nach 2009/10 wurde Mato Sego von MNK Croatia 97 Torschützenkönig. Er erzielte 34 Treffer.

## Nationalliga A – 2011/12
Im Vergleich zum Vorjahr gab es keine Änderung am Modus. Jedes Team absolvierte je ein Spiel gegen jeden Gruppengegner, sodass neun Runden absolviert wurden. Die besten vier Teams qualifizierten sich für die Viertelfinals und für die neu gegründete "Swiss Futsal Premier League" ab der Saison 2012/13. Aufgrund der Umstrukturierung stieg nur der Letztplatzierte jeder Gruppe in die NLB.

### Teilnehmer Nationalliga A – Saison 2011/12
| Gruppe West                        | Gruppe Ost                                     |
| ---------------------------------- | ---------------------------------------------- |
| Geneva Futsal (M)                  | Futsal Maniacs (damals FC Wettingen) (A)       |
| Mobulu Futsal Uni Bern             | FC Schaffhausen Futsal                         |
| Futsal Team Fribourg Old Fox       | MNK Croatia 97                                 |
| Futsal Minerva                     | Futsal Löwen Zürich (damals FC Seefeld Zürich) |
| R.C.D Futsal (damals FC Lusitanos) | Benfica Rorschach                              |
| FC Peseux Comète                   | Lugano Pro Futsal (A)                          |
| Uni Futsal Team Bulle              | Union 7 Futsal Club Zürich                     |
| FC Arlesheim Futsal (A)            | Club Futsal Wohlen                             |
| Salines Futsal                     | Futsal Club Italia5 Winterthur                 |
| Lausanne Futsal Club               | Urban Futsal Zürich (A)                        |

### Qualifikation Nationalliga A

#### Gruppe West
|     | Verein                       | R | S | U | N | Tore   | Diff. | Punkte |
| --- | ---------------------------- | - | - | - | - | ------ | ----- | ------ |
| 1.  | Geneva Futsal (M)            | 9 | 9 | 0 | 0 | 96:14  | +82   | 27     |
| 2.  | Mobulu Futsal Uni Bern       | 9 | 7 | 1 | 1 | 49:31  | +18   | 22     |
| 3.  | Futsal Team Fribourg Old Fox | 9 | 6 | 0 | 3 | 69:45  | +24   | 18     |
| 4.  | Futsal Minerva               | 9 | 6 | 0 | 3 | 54:32  | +22   | 18     |
| 5.  | R.C.D Futsal                 | 9 | 5 | 1 | 3 | 39:32  | +7    | 16     |
| 6.  | FC Peseux Comète             | 9 | 4 | 0 | 5 | 37:49  | −12   | 12     |
| 7.  | Uni Futsal Team Bulle        | 9 | 3 | 2 | 4 | 45:38  | +7    | 11     |
| 8.  | FC Arlesheim Futsal (A)      | 9 | 2 | 0 | 7 | 33:66  | −33   | 6      |
| 9.  | Salines Futsal               | 9 | 1 | 0 | 8 | 33:110 | −77   | 3      |
| 10. | Lausanne Futsal Club         | 9 | 0 | 0 | 9 | 25:63  | −38   | 0      |

| Legende | Legende       |
| ------- | ------------- |
|         | Viertelfinals |
|         | Abstieg       |
| (M)     | Meister       |
| (A)     | Aufsteiger    |

|     | Team                         | Geneva | Mobulu | Old Fox | Minerva | RCD | Peseux | Bulle | Arlesheim | Salines | Lausanne |
| --- | ---------------------------- | ------ | ------ | ------- | ------- | --- | ------ | ----- | --------- | ------- | -------- |
| 1.  | Geneva Futsal (M)            |        |        |         |         |     |        |       |           |         |          |
| 2.  | Mobulu Futsal Uni Bern       | 4:9    |        |         |         |     |        |       |           |         |          |
| 3.  | Futsal Team Fribourg Old Fox | 0:8    | 4:6    |         |         |     |        |       |           |         |          |
| 4.  | Futsal Minerva               | 2:5    | 2:3    | 3:8     |         |     |        |       |           |         |          |
| 5.  | R.C.D Futsal                 | 2:3    | 3:5    | 4:3     | 1:3     |     |        |       |           |         |          |
| 6.  | FC Peseux Comète             | 2:8    | 2:9    | 4:13    | 6:8     | 2:5 |        |       |           |         |          |
| 7.  | Uni Futsal Team Bulle        | 4:6    | 3:3    | 2:4     | 4:6     | 4:4 | 3:4    |       |           |         |          |
| 8.  | FC Arlesheim Futsal (A)      | 0:3    | 1:6    | 8:10    | 4:16    | 3:6 | 2:10   | 0:7   |           |         |          |
| 9.  | Salines Futsal               | 0:45   | 3:7    | 6:21    | 0:3     | 5:8 | 0:3    | 7:10  | 4:10      |         |          |
| 10. | Lausanne Futsal Club         | 0:9    | 4:6    | 4:6     | 1:11    | 4:6 | 1:4    | 4:8   | 4:5       | 3:8     |          |

#### Gruppe Ost
|     | Verein                         | R | S | U | N | Tore  | Diff. | Punkte |
| --- | ------------------------------ | - | - | - | - | ----- | ----- | ------ |
| 1.  | Futsal Maniacs (A)             | 9 | 7 | 1 | 1 | 48:30 | +18   | 22     |
| 2.  | FC Schaffhausen Futsal         | 9 | 7 | 0 | 2 | 64:37 | +27   | 21     |
| 3.  | MNK Croatia 97                 | 9 | 6 | 1 | 2 | 78:44 | +34   | 19     |
| 4.  | Futsal Löwen Zürich            | 9 | 5 | 1 | 3 | 57:44 | +13   | 16     |
| 5.  | Benfica Rorschach              | 9 | 4 | 2 | 3 | 57:47 | +10   | 14     |
| 6.  | Lugano Pro Futsal (A)          | 9 | 4 | 2 | 3 | 50:43 | +7    | 14     |
| 7.  | Union 7 Futsal Club Zürich     | 9 | 3 | 2 | 4 | 57:44 | +13   | 11     |
| 8.  | Club Futsal Wohlen             | 9 | 3 | 0 | 6 | 43:78 | −35   | 9      |
| 9.  | Futsal Club Italia5 Winterthur | 9 | 1 | 0 | 8 | 35:84 | −49   | 3      |
| 10. | Urban Futsal Zürich (A)        | 9 | 0 | 1 | 8 | 38:76 | −38   | 1      |

| Legende | Legende       |
| ------- | ------------- |
|         | Viertelfinals |
|         | Abstieg       |
| (A)     | Aufsteiger    |

|     | Team                           | Maniacs | Schaffhausen | Croatia | Löwen | Benfica | Lugano | Union | Wohlen | Italia | Urban |
| --- | ------------------------------ | ------- | ------------ | ------- | ----- | ------- | ------ | ----- | ------ | ------ | ----- |
| 1.  | Futsal Maniacs (A)             |         |              |         |       |         |        |       |        |        |       |
| 2.  | FC Schaffhausen Futsal         | 4:6     |              |         |       |         |        |       |        |        |       |
| 3.  | MNK Croatia 97                 | 2:5     | 6:9          |         |       |         |        |       |        |        |       |
| 4.  | Futsal Löwen Zürich            | 2:4     | 2:3          | 2:9     |       |         |        |       |        |        |       |
| 5.  | Benfica Rorschach              | 3:2     | 6:8          | 4:4     | 1:4   |         |        |       |        |        |       |
| 6.  | Lugano Pro Futsal (A)          | 4:5     | 4:2          | 4:6     | 5:8   | 7:7     |        |       |        |        |       |
| 7.  | Union 7 Futsal Club Zürich     | 4:4     | 5:7          | 4:5     | 7:7   | 4:6     | 3:5    |       |        |        |       |
| 8.  | Club Futsal Wohlen             | 4:10    | 1:7          | 6:15    | 5:16  | 7:4     | 6:11   | 3:8   |        |        |       |
| 9.  | Futsal Club Italia5 Winterthur | 2:6     | 3:10         | 5:18    | 4:9   | 5:12    | 3:7    | 4:14  | 4:5    |        |       |
| 10. | Urban Futsal Zürich (A)        | 5:6     | 4:14         | 5:13    | 6:7   | 6:14    | 3:3    | 3:8   | 3:6    | 3:5    |       |

### Playoffs Nationalliga A

#### Viertelfinals
| Datum    | Zeit  | Heimteam                     | Gastteam               | Resultat |
| -------- | ----- | ---------------------------- | ---------------------- | -------- |
| 05.02.12 | 11:00 | Futsal Team Fribourg Old Fox | FC Schaffhausen Futsal | 4:3      |
| 05.02.12 | 13:00 | Mobulu Futsal Uni Bern       | MNK Croatia 97         | 4:10     |
| 05.02.12 | 15:00 | Futsal Minerva               | Futsal Maniacs (A)     | 4:0      |
| 05.02.12 | 17:00 | Geneva Futsal (M)            | Futsal Löwen Zürich    | 8:4      |

#### Halbfinals
| Datum    | Zeit  | Heimteam                     | Gastteam          | Resultat  |
| -------- | ----- | ---------------------------- | ----------------- | --------- |
| 12.02.12 | 15:00 | Futsal Minerva               | Geneva Futsal (M) | 8:6 n. V. |
| 12.02.12 | 17:00 | Futsal Team Fribourg Old Fox | MNK Croatia 97    | 5:7 n. V. |

#### Final
| Datum    | Zeit  | Heimteam       | Gastteam       | Resultat |
| -------- | ----- | -------------- | -------------- | -------- |
| 19.02.12 | 15:00 | Futsal Minerva | MNK Croatia 97 | 8:2      |